# Pergunta
Perguntas são enunciados em que se pede ao interlocutor uma informação. Na pragmática, perguntas são enquadradas como um tipo de ato de fala diretamente realizado por orações interrogativas (por exemplo, "Como você se chama?") e indiretamente realizado por orações imperativas ("Me diga o seu nome") ou declarativas ("Desculpe, não sei o seu nome"). Podem ser divididas em diversos tipos e subtipos.

## Tipos de pergunta
Há dois grandes tipos de pergunta:
- Fechadas ou polares (de "sim" ou "não"): pede-se uma informação sobre a validade da proposição. Por exemplo, em "O homem se feriu?", o enunciador quer saber se o ferimento de um determinado homem é verdadeiro ("sim") ou falso ("não"). Evidentemente, em muitos casos o interlocutor não está certo da resposta, podendo declarar ignorância ("Não sei") ou usar modalidade epistêmica intermediária ("Talvez"), o que indica um ponto entre o "sim" e o "não".
- Abertas ou de qu-: são perguntas em que a informação requisitada "preenche" uma lacuna na proposição. Por exemplo, em "Quando ele se feriu?", "quando" indica uma lacuna que pode ser preenchida por "ontem", "há duas horas", "anos atrás", etc.

Existem, ainda, as perguntas alternativas (por exemplo, "Ele se feriu ou está bem?") que podem ser vistas como um caso intermediário entre os dois tipos mais amplos.